# Norbert Waszek
Norbert Waszek (* 11. Dezember 1953 in Deggendorf) ist ein aus Deutschland stammender Philosoph und Germanist, der seit 1993 in Paris lebt und lehrt.

## Leben
Norbert Waszek wuchs in Krefeld auf und legte 1973 am Gymnasium am Moltkeplatz das Abitur ab. Nach seinem Zivildienst in einem Krankenhaus studierte er Philosophie, Sozialwissenschaften und Geschichte an der Ruhr-Universität Bochum (M.A. 1978), dann an der Universität Edinburgh und der Universität Stirling (M.Litt. 1980). Er promovierte am Christ’s College der Universität Cambridge (Ph.D. 1984). Es folgten Lehr- und Forschungstätigkeiten an den Universitäten Auckland/Neuseeland (1984), Hannover (1985–1987), am Hegel-Archiv in Bochum (1987/88), Erlangen (1988–1992), Paris (Maison des Sciences de l’Homme) und Universität Paris VIII: Saint-Denis. 1998 habilitierte er sich bei Bernard Bourgeois an der Sorbonne (Universität Paris I). Von 1999 bis 2003 war Waszek Professor für deutsche Zivilisation und Ideengeschichte an der Universität Rouen. Zum 1. September 2003 folgte er einem Ruf an die Universität Paris VIII (Saint-Denis). Im Jahre 2006 wurde er zum professeur de première classe, im Jahre 2012 in die classe exceptionnelle befördert.
Zu Waszeks Forschungsschwerpunkten zählt die Philosophie- und Ideengeschichte des 18. und 19. Jahrhunderts. Er publizierte unter anderem zur Aufklärung, zum Deutschen Idealismus und zur Hegelschen Schule.
Im Jahre 2024 erschien seine Festschrift Aufklärung - Hegel - Vormärz, hrsg. von Stephanie Baumann & Marie-Ange Maillet, Baden-Baden, Alber, 2024, mit 21 Beiträgen in drei Sprachen. 